# Municipio de Grubbs
El municipio de Grubbs (en inglés: Grubbs Township) es un municipio ubicado en el condado de Jackson en el estado estadounidense de Arkansas. En el año 2010 tenía una población de 572 habitantes y una densidad poblacional de 5,43 personas por km².

## Geografía
El municipio de Grubbs se encuentra ubicado en las coordenadas 35°39′37″N 91°5′58″O / 35.66028, -91.09944. Según la Oficina del Censo de los Estados Unidos, el municipio tiene una superficie total de 105.29 km², de la cual 105,09 km² corresponden a tierra firme y (0,2 %) 0,21 km² es agua.

## Demografía
Según el censo de 2010, había 572 personas residiendo en el municipio de Grubbs. La densidad de población era de 5,43 hab./km². De los 572 habitantes, el municipio de Grubbs estaba compuesto por el 95,63 % blancos, el 1,4 % eran afroamericanos, el 0,35 % eran amerindios, el 0,52 % eran de otras razas y el 2,1 % eran de una mezcla de razas. Del total de la población el 1,05 % eran hispanos o latinos de cualquier raza.